# Owczarka
Owczarka (niem. Schafberg, 796 m n.p.m.) – szczyt w Karkonoszach, w obrębie Lasockiego Grzbietu.
Położony jest w południowej części Lasockiego Grzbietu, w bocznym ramieniu, odchodzącym ku północnemu wschodowi od Kopiny, na zachód od ostatnich zabudowań Opawy. Zachodnie zbocza opadają stromo do doliny Srebrnika, wschodnie opadają łagodnie w stronę Opawy. Na południowym zachodzie łączy się z Kopiną, a na północnym wschodzie z Pańską Górą.
Zbudowany ze skał metamorficznych wschodniej osłony granitu karkonoskiego – głównie z gnejsów i amfibolitów. Pomiędzy Owczarką a Pańską Górą stoją dwie skałki amfibolitowe noszące nazwę Złota Brama, a dalej na wschód, bliżej Pańskiej Góry Kolebki zbudowane z dolnokarbońskich zlepieńców.
Wzniesienie w całości porośnięte lasem.